# Vogue (singel Ayumi Hamasaki)
Vogue – czternasty singel Ayumi Hamasaki, wydany 26 kwietnia 2000 roku. Jest to pierwszy utwór Hamasaki użyty w reklamie Kose Visee. Sprzedano 767 660 kopii. Singel znalazł się na #1 miejscu w rankingu Oricon. Płyta zawierała także B-side ever free.

## Lista utworów
| Nr  | Tytuł                                           | Muzyka           | Aranżacja                      | Czas |
| --- | ----------------------------------------------- | ---------------- | ------------------------------ | ---- |
| 1.  | "Vogue (Original Mix)"                          | Kazuhito Kikuchi | Naoto Suzuki, Kazuhito Kikuchi | 4:29 |
| 2.  | "vogue (HΛL's Mix 2000)"                        | Kazuhito Kikuchi | HΛL                            | 4:42 |
| 3.  | "Too Late (Soul Solution Remix -Extended Vox-)" |                  |                                | 7:25 |
| 4.  | "Vogue (Dub's mellowtech Remix)"                | Kazuhito Kikuchi |                                | 6:51 |
| 5.  | "vogue (Groove That Soul Mix)"                  | Kazuhito Kikuchi |                                | 5:43 |
| 6.  | "Vogue (400BPM Fatback Mix)"                    | Kazuhito Kikuchi |                                | 5:18 |
| 7.  | "WHATEVER (FPM's WINTER BOSSA)"                 | Kazuhito Kikuchi |                                | 6:53 |
| 8.  | "Vogue (pandart sasanoooha Mix)"                | Kazuhito Kikuchi |                                | 5:25 |
| 9.  | "vogue (Original Mix -Instrumental-)"           | Kazuhito Kikuchi |                                | 4:28 |
| 10. | "Ever Free"                                     | D・A・I          | Naoto Suzuki                   | 3:51 |

## Wystąpienia na żywo
- 2 października 2000 – SMAPxSMAP – "Vogue"
- 2 grudnia 2000 – Digital Dream Live – "Vogue"
- 30 grudnia 2000 – Countdown TV – "Vogue"
- 31 grudnia 2000 – Japan Record Awards – "Vogue"